# Malin Dahlström
Malin Dahlström (ur. 26 czerwca 1989) – szwedzka lekkoatletka specjalizująca się w skoku o tyczce.

## Osiągnięcia
- 12. miejsce podczas superligi drużynowych mistrzostw Europy (Leiria 2009)
- 8. lokata na młodzieżowych mistrzostwach Europy (Kowno 2009)
- reprezentantka kraju w meczach międzypaństwowych
- złota medalistka mistrzostw Szwecji
- wielokrotna rekordzistka kraju

## Rekordy życiowe
- skok o tyczce (stadion) – 4,55 (2015)
- skok o tyczce (hala) – 4,52 (2014)